# Fuck Them All
«Fuck Them All» (с англ. — «Пошли они все...!») — песня французской певицы Милен Фармер, ставшая первым синглом с её шестого студийного альбома Avant que l’ombre…. Дата выхода сингла — 14 марта 2005 года, слова написаны Милен, музыка — Лораном Бутонна. Песня получила неоднозначные отзывы как критиков, так и фанатов, но несмотря на это стала самым продаваемым синглом с альбома (130 000 экз.) и получила серебряную сертификацию.

## Обложка и релиз
Первый раз на радиостанциях песня заиграла 9 февраля 2005 года. «Fuck Them All» стал первой песней певицы, которая стала доступна для легального цифрового скачивания в феврале 2005 года. Для оформления обложки было использовано фото из фотосессии от Robin, на которой изображена Фармер, сидящая на крыше здания рядом с Северным вокзалом в Париже. Международная версия Maxi CD была выпущена под названием «F ** K Them All» чтобы избежать цензуры, с наклейкой «Parental Advisory — Explicit content».

## Музыкальное видео
Видео на песню было снято за два дня в Румынии, режиссёром клипа выступил Августин Вильяронга, бюджет клипа составил 150 000 евро. В начале видеоряда изображается женщина, скачущая через заснеженный лес на лошади. Она входит в здание, где в окружении ворон подвешена клетка. Клетка пустая и в воспоминаниях всплывает, как  женщина с короткой стрижкой, очень похожая на нее (она), с ободранным лицом подвешена в этой клетке к потолку. В процессе клипа, сверху на нее надвигаются острые шипы, которые, скорее всего, ее убивают.
Она настоящая бросает камень в зеркало на стене, зеркало рушится. Выйдя из здания, на снегу, она находит тело той, что была в клетке (себя), скрытое под одеялом, она закрывает её глаза, погружает руки в тело и достаёт меч. Пройдя через лес, она выходит на снежную равнину, на которой располагаются чучела. Во время припевов она рубит чучел мечом, из глаз пугал течёт чёрная кровь, которая превращается в ворон. Наконец, женщина уничтожает чучел и, опустив меч в снег, исчезает в воздухе.

## Форматы и трек-листы
Форматы и трек-листы разных изданий сингла:
- CD сингл[7]

| №  | Название                       | Длительность |
| -- | ------------------------------ | ------------ |
| 1. | «Fuck Them All»                | 4:30         |
| 2. | «Fuck Them All» (instrumental) | 4:32         |

- CD maxi — Диджипак[8]

| №  | Название                                | Длительность |
| -- | --------------------------------------- | ------------ |
| 1. | «Fuck Them All» (single version)        | 4:39         |
| 2. | «Fuck Them All» (mother f... vocal mix) | 8:34         |
| 3. | «Fuck Them All» (the martyr's remix)    | 5:26         |
| 4. | «Fuck Them All» (mother f... dub mix)   | 7:55         |

- CD maxi — Международное издание[9]

| №  | Название                                     | Длительность |
| -- | -------------------------------------------- | ------------ |
| 1. | «F**k Them All» (single version)             | 4:30         |
| 2. | «F**k Them All» (mother f... vocal club mix) | 8:30         |
| 3. | «F**k Them All» (the martyr's remix)         | 5:20         |
| 4. | «F**k Them All» (mother f... dub mix)        | 7:50         |

- 7" maxi / 7" maxi — Promo — Лимитированное издание (500 экз.)[10][11]

| №  | Название                                     | Длительность |
| -- | -------------------------------------------- | ------------ |
| 1. | «Fuck Them All» (mother f... vocal club mix) | 8:30         |
| 2. | «Fuck Them All» (the martyr's remix)         | 5:20         |
| 3. | «Fuck Them All» (mother f... dub mix)        | 7:50         |

- Цифровая загрузка[12]

| №  | Название                         | Длительность |
| -- | -------------------------------- | ------------ |
| 1. | «Fuck Them All» (single version) | 4:30         |
| 2. | «Fuck Them All» (instrumental)   | 4:34         |

- 7" maxi — Monoface, promo — Лимитированное издание (200 экз.)[13]

| №  | Название                            | Длительность |
| -- | ----------------------------------- | ------------ |
| 1. | «Fuck Them All» (mother f... remix) | 7:50         |

- CD single — Promo / CD single — Promo — Делюкс-версия в конверте[14][15]

| №  | Название                     | Длительность |
| -- | ---------------------------- | ------------ |
| 1. | «Fuck Them All» (Radio Edit) | 3:55         |

- DVD — Promo[16]

| №  | Название               | Длительность |
| -- | ---------------------- | ------------ |
| 1. | «Fuck Them All» (клип) | 5:02         |

## Официальные версии
| Version                        | Length                   | Album                      | Year |
| ------------------------------ | ------------------------ | -------------------------- | ---- |
| Альбомная/Сингл версия         | 4:30                     | Avant que l'ombre...       | 2005 |
| Радио-версия                   | 3:55                     | —                          | 2005 |
| Инструментальная               | 4:32                     | —                          | 2005 |
| The martyr’s remix             | 5:20                     | —                          | 2005 |
| Mother f… dub mix              | 7:50                     | —                          | 2005 |
| Mother f… vocal club mix       | 8:30                     | —                          | 2005 |
| Music video                    | 5:02                     | Music Videos IV            | 2005 |
| Живая версия (записана в 2006) | 6:42 (песня) 8:18 (клип) | Avant que l’ombre… à Bercy | 2006 |

## Авторы
Люди, работавшие над изданием: